# Ordnance QF 75 mm
OQF 75 mm (Ordnance Quick Fire 75 mm) nebo ROQF 75 mm (Royal Ordnance Quick Fire 75 mm) byl britský tankový kanón používaný v konečné fázi druhé světové války. Vznikl zvětšením ráže stávajícího tankového kanónu OQF 6 pounder (57 mm) na ráži 75mm. Mohl tak využíval americký náboj ráže 75mm pro kanón M3 použitý v tancích M4 Sherman. Nově měl sice lepší charakteristiky při palbě na pěchotu a nepancéřované cíle podobně jako americký, ale oproti OQF 6 pounder se zhoršil v ničení silně pancéřovaných cílů.